# Pediatric Research
Pediatric Research è una rivista medica mensile sottoposta a revisione paritaria, che tratta di pediatria. Essa è la pubblicazione ufficiale dell'American Pediatric Society, della European Society for Paediatric Research e della Society for Pediatric Research. È pubblicata dalla Springer Nature per conto dell'International Pediatric Research Foundation. 
La caporedattrice è Cynthia F. Bearer. 
Nel 2020 la rivista ha avuto un fattore di impatto di 3,75. Al 2025 ha avuto un indice H pari a 176.